# Cosmotettix caudatus
Cosmotettix caudatus är en insektsart som först beskrevs av Flor 1861.  Cosmotettix caudatus ingår i släktet Cosmotettix, och familjen dvärgstritar. Arten är reproducerande i Sverige.